# Авиационные происшествия Аэрофлота 1985 года

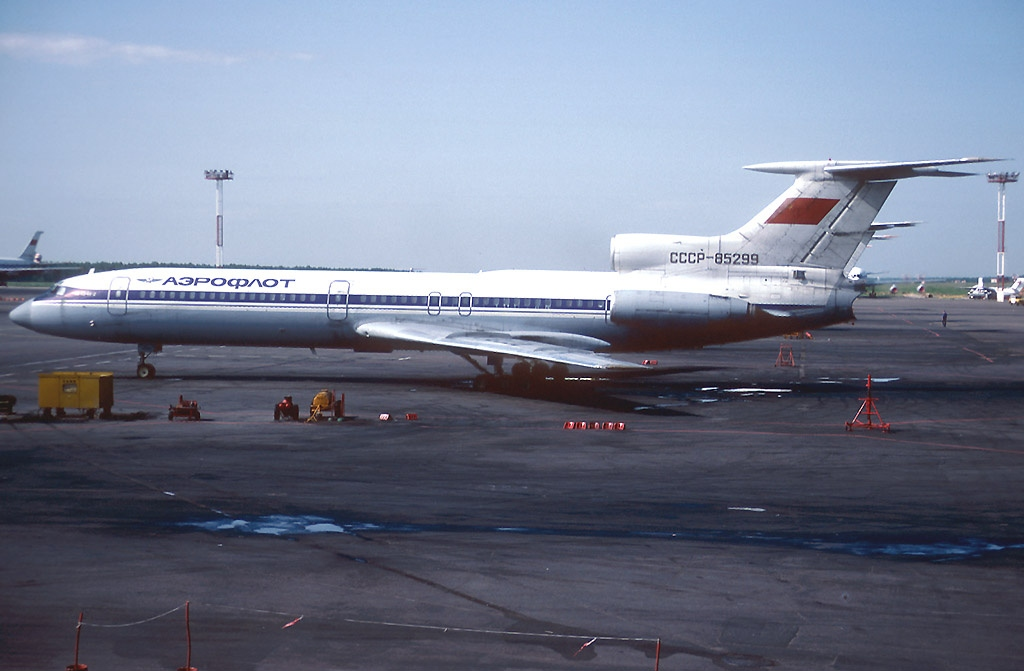
Ту-154Б-2 предприятия «Аэрофлот»

Авиационные происшествия и инциденты, включая угоны, произошедшие с воздушными судами Министерства гражданской авиации СССР (Аэрофлот) в 1985 году.
В этом году крупнейшая катастрофа с воздушными судами предприятия «Аэрофлот» произошла ночью 10 июля в Навоийской области северо-восточнее Учкудука (УзССР), когда полностью загруженный Ту-154Б-2 при следовании на максимальной высоте свалился в плоский штопор и через несколько минут разбился в пустыне, при этом погибли 200 человек — крупнейшая катастрофа в истории советской авиации (подробнее…).

## Список
Отмечены происшествия и инциденты, когда воздушное судно было восстановлено.
| Дата                  | Место                            | ВС        | Бортовой номер | Управление          | Жертв    | Описание | И             |
| --------------------- | -------------------------------- | --------- | -------------- | ------------------- | -------- | --- | ------------- |
| 1985 года             | н.д.                             | Ан-12Б    | 12989          | Приволжское         | 0/?      | Подробности неизвестны (списан 21 сентября 1985 года) | [ 1 ]         |
| 23 января 1985 года   | Муя                              | Ан-2      | 35423          | Восточно-Сибирское  | 3/3      | Столкновение с горой из-за снижения под безопасную высоту | [ 2 ]         |
| 24 января 1985 года   | Белое                            | Ан-2      | 19716          | Ленинградское       | 0/?      | Врезался в лёд озера из-за несоблюдения высоты полёта | [ 3 ]         |
| 27 января 1985 года   | Тазовский                        | Ми-6А     | 21045          | Тюменское           | 0/6      | Пожар на борту из-за разрушения главного редуктора и возгорания генератора | [ 4 ]         |
| 1 февраля 1985 года   | Нежевка, близ Минска             | Ту-134А   | 65910          | Белорусское         | 58/80    | Вынужденная посадка на лес из-за отказа обоих двигателей после взлёта (подробнее…)                                                                                            | [ 5 ]         |
| 18 февраля 1985 года  | Алгинский район                  | Ми-2      | 23476          | Киргизское          | 2/2      | Упал на землю при полёте в метель | [ 6 ]         |
| 24 февраля 1985 года  | Тикси                            | Ан-2ТП    | 02465          | Якутское            | 0/0      | Повреждены на стоянке ураганным ветром | [ 7 ]         |
| 24 февраля 1985 года  | Тикси                            | Ан-2Т     | 44910          | Якутское            | 0/0      | Повреждены на стоянке ураганным ветром | [ 7 ]         |
| 24 февраля 1985 года  | Тикси                            | Ми-8Т     | 22651          | Якутское            | 0/0      | Повреждены на стоянке ураганным ветром | [ 7 ]         |
| 24 февраля 1985 года  | Тикси                            | Ми-8Т     | 25312          | Якутское            | 0/0      | Повреждены на стоянке ураганным ветром | [ 7 ]         |
| 24 февраля 1985 года  | Сегежа                           | Ка-26     | 19674          | Ленинградское       | 1/2      | Столкновение с землёй при возврате в аэропорт после попадания в облако производственного дыма                                                                                 | [ 8 ]         |
| 3 марта 1985 года     | Тикси                            | Ми-8Т     | 22384          | Якутское            | 0/0      | Повреждены на стоянке ураганным ветром | [ 7 ]         |
| 3 марта 1985 года     | Тикси                            | Ми-8Т     | 24666          | Якутское            | 0/0      | Повреждены на стоянке ураганным ветром | [ 7 ]         |
| 3 марта 1985 года     | Тикси                            | Ми-8Т     | 25312          | Якутское            | 0/0      | Повреждены на стоянке ураганным ветром | [ 7 ]         |
| 3 марта 1985 года     | Булун, Кюсюр                     | Ан-2Т     | 17904          | Якутское            | 0/0      | Повреждены на стоянке ураганным ветром | [ 7 ]         |
| 12 марта 1985 года    | Стрежевой                        | Ми-8Т     | 24718          | Западно-Сибирское   | 0/17     | Пожар на борту из-за отказа главного редуктора | [ 9 ]         |
| 18 марта 1985 года    | Камешек                          | Ми-4А     | 14260          | Западно-Сибирское   | 0/?      | Отказ двигателя | [ 10 ]        |
| 19 марта 1985 года    | Верхний Парень                   | Ми-4А     | 38243          | Магаданское         | 0/?      | Отказ двигателя | [ 11 ]        |
| 22 марта 1985 года    | Кременчуг                        | Ми-2      | 23598          | Кременчугское ЛУ    | 0/?      | После отказа одного двигателя экипаж по ошибке отключил второй исправный | [ 12 ]        |
| 25 марта 1985 года    | Борогон                          | Ан-2      | 44905          | Якутское            | 0/3      | Упал при взлёте из-за самопроизвольной уборки закрылков | [ 13 ]        |
| 26 марта 1985 года    | Чарджоу                          | Ми-2      | 20298          | Туркменское         | 4/7      | Упал после взлёта из-за самовыключения двигателей | [ 14 ]        |
| 13 апреля 1985 года   | Гомборский перевал               | Ми-2У     | 15735          | Грузинское          | 2/2      | Пожар на борту из-за поражения противоградовой ракетой «Алазань-2М» | [ 15 ]        |
| 3 мая 1985 года       | Золочев                          | Ту-134А   | 65856          | Эстонское           | 15+79/79 | Столкновение в воздухе с военным Ан-26 (подробнее…) | [ 16 ]        |
| 11 мая 1985 года      | Кызыл                            | Ан-2ТП    | 50553          | Красноярское        | 0/2      | Скапотировал при посадке из-за отказа тормозной системы | [ 17 ]        |
| 11 мая 1985 года      | Лиман                            | Ка-26     | 19673          | Северо-Кавказское   | 1/1      | Столкновение с ЛЭП из-за снижения под безопасную высоту | [ 18 ]        |
| 21 мая 1985 года      | Тадебяяха                        | Ан-2      | 04326          | Тюменское           | 0/22     | Кабрирование и сваливание при взлёте из-за перегруза и нарушения центровки | [ 19 ]        |
| 23 мая 1985 года      | Ленинградская                    | Ми-8      | 25958          | Центральных районов | 0/4      | Упал при посадке из-за сдвига ветра | [ 20 ]        |
| 27 мая 1985 года      | Сосновая Роща                    | Ан-2ТП    | 32352          | Казахское           | 0/?      | Скапотировал при посадке с заторможенными колёсами | [ 21 ]        |
| 29 мая 1985 года      | Ржевка                           | Ан-2Р     | 70218          | Ленинградское       | 4/5      | Упал после взлёта из-за падения мощности двигателя (подробнее…) | [ 22 ]        |
| 1 июня 1985 года      | Талды-Курган                     | Ан-2      | 70771          | Казахское           | 3/3      | Столкновение с горой из-за уклонения с маршрута | [ 23 ]        |
| 5 июня 1985 года      | Кобяйский район, близ Сангара    | Ан-2      | 29348          | Якутское            | 0/10     | Вынужденная посадка на болото из-за отказа двигателя | [ 24 ]        |
| 10 июня 1985 года     | Александрия                      | Ан-2Р     | 32028          | Узбекское           | 2/3      | Сваливание из-за недопустимого манёвра на малой высоте | [ 25 ]        |
| 14 июня 1985 года     | Ивано-Франковская область        | Ми-2      | 20666          | Украинское          | 1/1      | Столкновение с ЛЭП при авиационно-химических работах | [ 26 ]        |
| 19 июня 1985 года     | Ларино                           | Ми-8      | 22323          | Западно-Сибирское   | 4/4      | Отделение хвостовой балки из-за попадания строповочного троса в несущий винт после самопроизвольного отсоединения груза                                                       | [ 27 ]        |
| 20 июня 1985 года     | Мома                             | Ан-2ТП    | 91783          | Якутское            | 0/3      | Кабрирование и сваливание при взлёте из-за перегруза и нарушения центровки | [ 28 ]        |
| 23 июня 1985 года     | Алма-Атинская область            | Ми-2      | 23847          | Казахское           | 0/?      | Отказ двигателя | [ 29 ]        |
| 27 июня 1985 года     | Зеленчукский район               | Ка-26     | 19543          | Северо-Кавказское   | 0/1      | Столкновение с ЛЭП при авиационно-химических работах из-за отвлечения пилота                                                                                                  | [ 30 ]        |
| 27 июня 1985 года     | Судунтуй                         | Ан-2      | 84724          | Восточно-Сибирское  | 0/?      | Остановка двигателя из-за некондиционного топлива | [ 31 ]        |
| 4 июля 1985 года      | Байкит                           | Ан-2Р     | 55710          | Красноярское        | 0/3      | Упал при возврате в аэропорт из-за перегруза и нарушения центровки | [ 32 ]        |
| 6 июля 1985 года      | Ленинабадская область            | Ми-8Т     | 25815          | Таджикское          | 0/10     | Упал при взлёте в высокогорном районе из-за перегруза | [ 33 ]        |
| 7 июля 1985 года      | Красноярский район               | Ан-2Р     | 06255          | Приволжское         | 0/2      | Вынужденная посадка из-за отказа двигателя | [ 34 ]        |
| 10 июля 1985 года     | Кокпатас, близ Учкудука          | Ту-154Б-2 | 85311          | Узбекское           | 200/200  | Сваливание перегруженного самолёта на эшелоне в плоский штопор (подробнее…)                                                                                                   | [ 35 ]        |
| 12 июля 1985 года     | Елтай                            | Ан-2М     | 05956          | Казахское           | 0/?      | Столкновение с препятствиями при самовольном вылете | [ 36 ]        |
| 13 июля 1985 года     | Кошница                          | Ка-26     | 19532          | Молдавское          | 0/1      | Отказ двигателя и столкновение с ЛЭП при авиационно-химических работах | [ 37 ]        |
| 14 июля 1985 года     | Малый Чик                        | Ми-2      | 23503          | Западно-Сибирское   | 0/?      | Упал при взлёте из-за перезатяжеления несущего винта | [ 38 ]        |
| 15 июля 1985 года     | Селитренное                      | Ан-2Р     | 55706          | Грузинское          | 0/2      | Упал при авиационно-химических работах из-за отказа двигателя | [ 39 ]        |
| 20 июля 1985 года     | Уфимский район                   | Ка-26     | 19299          | Приволжское         | 0/?      | Столкновение с ЛЭП при полёте против солнца | [ 40 ]        |
| 22 июля 1985 года     | Ванавара                         | Ми-8      | 25757          | Красноярское        | 0/6      | Потеря высоты и столкновение с препятствиями при посадке из-за ошибки пилота                                                                                                  | [ 41 ]        |
| 25 июля 1985 года     | Краснослободск                   | Ан-2      | 09602          | Приволжское         | 2/3      | Сваливание и столкновение с землёй из-за действий пьяного экипажа | [ 42 ]        |
| 27 июля 1985 года     | Николаевск-на-Амуре              | Ми-2      | 20879          | Дальневосточное     | 0/?      | Разбился при полёте в сложных погодных условиях | [ 43 ]        |
| 6 августа 1985 года   | Усть-Янский район                | Ми-8      | 24650          | Якутское            | 0/4      | Столкновение с землёй при посадке из-за сдвига ветра | [ 44 ]        |
| 6 августа 1985 года   | Кашкадарьинская область          | Ан-2      | 54960          | Узбекское           | 0/?      | Упал на землю из-за сдвига ветра | [ 45 ]        |
| 7 августа 1985 года   | Львовская область                | Ми-2      | 20209          | Украинское          | 0/1      | Столкновение с горой при посадке | [ 46 ]        |
| 14 августа 1985 года  | Кондёр, Аяно-Майский район       | Ан-2      | 17992          | Дальневосточное     | 2/2      | Столкновение с горой из-за уклонения с маршрута | [ 47 ]        |
| 17 августа 1985 года  | Одесская область                 | Ми-2      | 14392          | Украинское          | 0/?      | Опрокинулся при посадке | [ 48 ]        |
| 23 августа 1985 года  | Таджикабадский район             | Ми-8      | 25640          | Таджикское          | 7/7      | При полёте близ горного склона попал под камнепад, потерял управление и врезался в скалу                                                                                      | [ 49 ]        |
| 27 августа 1985 года  | Ханты-Мансийск                   | Ми-6А     | 21021          | Тюменское           | 0/?      | Столкновение с препятствиями при маневрировании на малой высоте над загрузочной площадкой                                                                                     | [ 50 ]        |
| 29 августа 1985 года  | Кара-Ос, Каа-Хемский район       | Ан-2      | 70742          | Красноярское        | 0/?      | Отказ двигателя | [ 51 ]        |
| 1 сентября 1985 года  | Юнкюр                            | Ан-2Р     | 01789          | Якутское            | 0/14     | Вынужденная посадка из-за отказа системы управления двигателем (подробнее…)                                                                                                   | [ 52 ]        |
| 5 сентября 1985 года  | Турлатово, Рязань                | Ми-2      | 20075          | Центральных районов | 0/0      | Сгорел во время заправки | [ 53 ]        |
| 8 сентября 1985 года  | Чимкентская область              | Ан-2      | 32071          | Казахское           | 1/2      | Столкновение с землёй в ходе авиационно-химических работ из-за отвлечения пилота (не отключалась химаппаратура)                                                               | [ 54 ]        |
| 11 сентября 1985 года | Угохан, Тугуро-Чумиканский район | Ан-2      | 32103          | Дальневосточное     | 0/?      | Столкновение с землёй из-за нарушения экипажем безопасной высоты полёта | [ 55 ]        |
| 30 сентября 1985 года | Советская Гавань                 | Ми-2      | 20710          | Дальневосточное     | 0/?      | Упал на землю из-за перегруза | [ 56 ]        |
| 1 октября 1985 года   | Кысыл-Сыр                        | Ми-8ТВ    | 24522          | Якутское            | 0/14     | Борт 24522 при посадке врезался в борт 21079 | [ 57 ]        |
| 1 октября 1985 года   | Кысыл-Сыр                        | Ми-6      | 21079          | Якутское            | 0/0      | Борт 24522 при посадке врезался в борт 21079 | [ 58 ]        |
| 11 октября 1985 года  | Цхакая, близ Кутаиси             | Як-40     | 87803          | Грузинское          | 14/14    | Столкновение с горой из-за уклонения с маршрута на малой высоте вследствие ошибки диспетчера (подробнее…)                                                                     | [ 59 ]        |
| 16 ноября 1985 года   | Назимово                         | Ан-2      | 07877          | Красноярское        | 4/4      | Упал в тайгу при ночном полёте в условиях снегопада. Самолёт найден через 8 месяцев.                                                                                          | [ 60 ]        |
| 19 ноября 1985 года   | Небит-Даг                        | Ми-2      | 20299          | Туркменское         | 1/2      | Потеря высоты и столкновение с землёй при развороте с попутным ветром. Выпрыгнувший авиатехник попал под лопасти несущего винта.                                              | [ 61 ]        |
| 19 ноября 1985 года   | Таймылыр                         | Ми-8      | 22274          | Якутское            | 0/10     | При взлёте ночью в штормовую погоду из-за перегруза упал на землю и врезался в препятствия                                                                                    | [ 62 ]        |
| 28 ноября 1985 года   | Волжский район                   | Ми-2      | 20558          | Приволжское         | 0/10     | Потеря высоты при посадке и столкновение с землёй | [ 63 ]        |
| 28 ноября 1985 года   | Заводское, Симферополь           | Ми-2      | 23597          | Украинское          | 1/2      | Упал при взлёте из-за отделения хвостовой балки (усталостная трещина в лонжероне)                                                                                             | [ 64 ]        |
| 8 декабря 1985 года   | Мильковский район                | Ми-8Т     | 22894          | Дальневосточное     | 3/3      | При аварийном сбросе неправильно закреплённого груза на внешней подвеске один из тросов захлестнулся за левое шасси. Неуправляемый вертолёт перешёл в пике и рухнул на землю. | [ 65 ]        |
| 19 декабря 1985 года  | Хэйлунцзян, близ Ганьнаня        | Ан-24Б    | 47845          | Якутское            | 0/51     | Угнан вторым пилотом в Китай (подробнее…) | [ 66 ] [ 67 ] |
| 29 декабря 1985 года  | Дюртюли                          | Ка-26     | 24323          | Приволжское         | 0/?      | Разбился из-за перегруза | [ 68 ]        |